# Kristianopels skärgård
Kristianopels skärgård este o arie protejată (arie de protecție specială avifaunistică — SPA) din Suedia întinsă pe o suprafață de 538,1 ha, integral pe uscat.

## Localizare
Centrul sitului Kristianopels skärgård este situat la coordonatele 56°16′40″N 16°03′23″E / 56.2778°N 16.0563°E.

## Înființare
Situl Kristianopels skärgård a fost declarat arie de protecție specială avifaunistică în decembrie 1996 pentru a proteja 36 de specii de animale.

## Biodiversitate
Situată în ecoregiunile boreală și marină baltică, aria protejată nu include niciun habitat protejat.
La baza desemnării sitului se află mai multe specii protejate de  păsări (36): rață sulițar (Anas acuta), rață lingurar (Anas clypeata), rață pitică (Anas crecca), rață fluierătoare (Anas penelope), gâscă cenușie (Anser anser), pietruș (Arenaria interpres), rața moțată (Aythya fuligula), Branta bernicla, Branta leucopsis, Calidris alpina schinzii, prundaș gulerat mare (Charadrius hiaticula), Cygnus columbianus bewickii, lebădă de iarnă (Cygnus cygnus), becațină comună (Gallinago gallinago), sitar de mal nordic (Limosa lapponica), rață catifelată (Melanitta fusca), ferestrașul mare (Mergus merganser), Mergus serrator, culic mare (Numenius arquata), Phalacrocorax carbo sinensis, bătăuș (Philomachus pugnax), ploier auriu (Pluvialis apricaria), ploier argintiu (Pluvialis squatarola), ciocântors (Recurvirostra avosetta), eider (Somateria mollissima), chiră mică (Sterna albifrons), pescăriță mare (Sterna caspia), chiră de baltă (Sterna hirundo), Sterna paradisaea, chiră de mare (Sterna sandvicensis), călifar alb (Tadorna tadorna), fluierar negru (Tringa erythropus), fluierar de mlaștină (Tringa glareola), fluierar cu picioare verzi (Tringa nebularia), fluierarul cu picioare roșii (Tringa totanus), nagâț (Vanellus vanellus).